# Malva Landa
Pour les articles homonymes, voir Landa.
Malva Landa (Odessa, 14 août 1918 - Haïfa, 3 juillet 2019) est une géologue russe. Elle a milité pour le respect des droits de l'homme en URSS et est membre du Groupe Helsinki de Moscou depuis sa fondation en 1976. Elle est décorée de l'Ordre de la Croix de Vytis en 2003.